# Libanesischer Elite Cup 2009
Der Libanesische Elite Cup 2009 war die zwölfte Austragung des Fußballturniers. Die vier besten Mannschaften aus der libanesischen Premier League und die beiden Pokalfinalisten nahmen teil. Titelverteidiger war al Ahed. Safa SC Beirut sicherte sich mit einem 2:1-Sieg im Finale gegen al Ahed zum ersten Mal den Titel.

## Qualifizierte Mannschaften
| Verein          | Platzierung der Saison 2008/09 |
| --------------- | ------------------------------ |
| Nejmeh Club     | Erster                         |
| al Ahed         | Zweiter & Pokalsieger          |
| Safa SC Beirut  | Dritter                        |
| al-Ansar        | Vierter                        |
| Shabab al-Sahel | Fünfter & Pokalfinalist        |
| al Mabarrah     | Sechster                       |

## Gruppenphase

### Gruppe A
| Pl. | Verein         | Sp. | S | U | N | Tore    | Diff. | Punkte |
| --- | -------------- | --- | - | - | - | ------- | ----- | ------ |
| 1.  | Safa SC Beirut | 2   | 2 | 0 | 0 | 005:300 | +2    | 06     |
| 2.  | al Ahed        | 2   | 1 | 0 | 1 | 007:600 | +1    | 03     |
| 3.  | Nejmeh Club    | 2   | 0 | 0 | 2 | 002:500 | −3    | 0      |

|                                                                                           |   |                |           |
| Sa, 5. Sept. 2009 um 13:00 Uhr (12:00 Uhr MESZ) in Sidon (Saida International Stadium)    |   |                |           |
| Nejmeh Club                                                                               | – | Safa SC Beirut | 0:1 (0:0) |
| Di, 8. Sept. 2009 um 13:00 Uhr (12:00 Uhr MESZ) in Sidon (Saida International Stadium)    |   |                |           |
| al Ahed                                                                                   | – | Nejmeh Club    | 4:2 (2:0) |
| Fr, 11. Sept. 2009 um 13:00 Uhr (12:00 Uhr MESZ) in Bourj Hammoud (Bourj Hammoud Stadium) |   |                |           |
| Safa SC Beirut                                                                            | – | al Ahed        | 4:3 (1:3) |

### Gruppe B
| Pl. | Verein          | Sp. | S | U | N | Tore    | Diff. | Punkte |
| --- | --------------- | --- | - | - | - | ------- | ----- | ------ |
| 1.  | al-Ansar        | 2   | 2 | 0 | 0 | 004:000 | +4    | 06     |
| 2.  | al Mabarrah     | 2   | 1 | 0 | 1 | 001:300 | −2    | 03     |
| 3.  | Shabab al-Sahel | 2   | 0 | 0 | 2 | 000:200 | −2    | 0      |

|                                                                                      |   |                 |           |
| So, 6. Sep. 2009 um 13:00 Uhr (12:00 Uhr MESZ) in Beirut (Beirut Municipal Stadium)  |   |                 |           |
| al-Ansar                                                                             | – | Shabab al-Sahel | 1:0 (1:0) |
| Mi, 9. Sep. 2009 um 13:00 Uhr (12:00 Uhr MESZ) in Beirut (Beirut Municipal Stadium)  |   |                 |           |
| al-Ansar                                                                             | – | al Mabarrah     | 3:0 (1:0) |
| So, 13. Sep. 2009 um 13:00 Uhr (12:00 Uhr MESZ) in Beirut (Beirut Municipal Stadium) |   |                 |           |
| Shabab al-Sahel                                                                      | – | al Mabarrah     | 0:1 (0:0) |

## Finalrunde
|  | Halbfinale | Halbfinale     | Halbfinale |  |  | Finale | Finale         | Finale |
|  |            |                |            |  |  |        |                |        |
|  |            |                |            |  |  |        |                |        |
|  | A1         | Safa SC Beirut | 1          |  |  |        |                |        |
|  | B2         | al Mabarrah    | 0          |  |  |        |                |        |
|  |            |                |            |  |  | A1     | Safa SC Beirut | 2      |
|  |            |                |            |  |  | A2     | al Ahed        | 1      |
|  | A2         | al Ahed        | 5          |  |  |        |                |        |
|  | B1         | al-Ansar       | 0          |  |  |        |                |        |
|  |            |                |            |  |  |        |                |        |

### Halbfinale
|                                                                                          |   |             |           |
| Mi, 16. Sep. 2009 um 12:30 Uhr (11:30 Uhr MESZ) in Bourj Hammoud (Bourj Hammoud Stadium) |   |             |           |
| Safa SC Beirut                                                                           | – | al Mabarrah | 1:0 (0:0) |
| Do, 17. Sep. 2009 um 12:30 Uhr (11:30 Uhr MESZ) in Bourj Hammoud (Bourj Hammoud Stadium) |   |             |           |
| al-Ansar                                                                                 | – | al Ahed     | 0:5 (0:3) |

### Finale
|                                                                                          |   |         |           |
| So, 20. Sep. 2009 um 12:30 Uhr (11:30 Uhr MESZ) in Bourj Hammoud (Bourj Hammoud Stadium) |   |         |           |
| Safa SC Beirut                                                                           | – | al Ahed | 2:1 (0:0) |